# Cao nguyên Columbia
Cao nguyên sông Columbia là một vùng địa lý và địa chất trải rộng bao gồm những phần đất của các tiểu bang Hoa Kỳ là Washington, Oregon, và Idaho. Nó là một cao nguyên bazan rộng giữa rặng Cascade và rặng Thạch Sơn và bị sông Columbia cắt ngang. Theo ý nghĩa thông thường thì tên gọi "Lòng chảo Columbia" gần như cũng chỉ khu vực cao nguyên Columbia.

## Địa chất
Trong cuối thế Miocen và đầu thế Pliocen, một trong các sự kiện chất bazan tràn ngập lớn nhất chưa từng thấy trên bề mặt địa cầu đã nuốt chửng 63.000 dặm vuông (160.000 km²) vùng Tây Bắc Thái Bình Dương hình thành một vùng đá lửa lớn. Trong một khoảng thời gian có lẽ từ 10 đến 15 triệu năm, các dòng chảy dung nham này đến lượt các dòng chảy dung nham khác tuôn ra ngoài, dần dần cô đọng lại một lớp dày hơn 6.000 ft (1,8 km). Khi đá nóng chảy nhô lên mặt đất, vỏ Trái Đất dần dần chìm xuống nơi dung nham nổi lên.
Sự lún xuống của vỏ Trái Đất tạo thành một bình nguyên dung nham lớn hiện được gọi là Lòng chảo Columbia hay Cao nguyên. Sông Columbia xưa kia bị dung nham tràn về hướng tây bắc khiến nó đổi chiều dòng chảy theo hướng hiện nay. Dung nham khi tràn trên khu vực này đầu tiên đổ vào các thung lũng có suối hình thành những con đập và rồi đến lượt các con đập này ngăn nước lại hoặc tạo thành các hồ. Những thực thể đã được tìm thấy trong các đáy hồ này gồm có dấu vết lá cây hóa thạch, gỗ hóa thạch, côn trùng hóa thạch, và xương của các con vật có xương sống.

## Địa lý
Các thành phố của tiểu bang Washington trên Cao nguyên Sông Columbia gồm có:
- Davenport
- Kennewick
- Pasco
- Pullman
- Richland
- Spokane
- Walla Walla
- Yakima

Các thành phố của tiểu bang Oregon trên Cao nguyên Sông Columbia gồm có:
- Hermiston
- sông Hood
- Pendleton
- The Dalles